# アントニオ・ロペス (イラストレーター)
アントニオ・ロペス（1943年2月11日 - 1987年3月17日）は、プエルトリコ出身のファッション・イラストレーターであり、『ヴォーグ』や『ハーパーズ バザー』、『ELLE』、『Interview』、『ニューヨーク・タイムズ』での仕事を手がけた。彼のイラストを収めた画集が数冊出版されている。『ニューヨーク・タイムズ』紙に掲載された訃報では「一流のファッション・イラストレーター」と言及された。ロペスは自身の作品に「Antonio」とサインしていた。

## 経歴
プエルトリコ、ウトゥアードに生まれる。ロペスの家族は、彼が7歳のときにニューヨークへと移り住んだ。彼の母マリア・ルイサ・クルスと父フランシスコ・ロペスは、ロペスに彼の芸術的な才能をファッションに活かすよう影響を与えた。トラファーゲン・スクール・オブ・ファッション、ハイスクール・オブ・アート・アンド・デザイン、ニューヨーク州立ファッション工科大学（FIT）に在籍。ロペスは1955年にトラファーゲン・スクール・オブ・ファッションをイラストレーションを修めて卒業した。
FITに籍をおいていた1962年、ロペスはウィメンズ・ウェア・デイリーのインターンシップに参加し、そのままFITを去り、出版業界で働くこととなった。その後まもなくニューヨーク・タイムズに移り、フリーランスとして働いた。彼はまた、チャールズ・ジェームズ（チャーリー・ジェームズ）のファッション・デザインのイラストを手がけている。
ロペスはフアン・ユージーン・ラモスとの密接に協力して働き、また彼と数年のあいだ恋愛関係にあった。1969年、彼はラモスとともにパリへと移り住み、カール・ラガーフェルドと交友関係を築いた。ロペスは1970年代中頃までパリにとどまることとなる。
ロペスは、「アントニオ・ガールズ」と呼ばれる、彼の「ミューズ」となるような才能ある若いモデルの発掘で知られた。1974年、ロペスはジェシカ・ラングを見出す。彼はまたジェリー・ホールを見出し、ホールがモデルとしてのキャリアを詰みはじめた頃まで彼女とパリで同棲していた。さらに、ウォーホール・スーパースターであるドナ・ジョーダンとジェーン・フォースも「見つけ出し」、彼女らにキャリアを軌道に乗るための足掛かりを与えた。ロペスとラモスは他に、パット・クリーブランドやグレイス・ジョーンズ、ティナ・チャウを見出している。
ファッション・イラストレーションの書籍にくわえ、1985年には『Antonio's Tales From the Thousand and One Nights』も出版された。この本は、マーク・ジェイコブスが2007年に企画した「アラビアンナイト」イベントのインスピレーション源となった。
ロジャー・パジーリャとマウリシオ・パジ―リャらによるアントニオ・ロペスのキャリアについての本、『Antonio Lopez: Fashion, Art, Sex, & Disco』（アンドレ・レオン・タリーが序文を、アナ・スイがあとがきを書いている）が、2012年9月にリゾリ出版から出版された。
ロペスは、クィアな欲望と人種に関するテーマを探求し、ジョセフィン・ベーカーや映画『乱暴者』などの主題において、それらを文化的レファレンスを通じて表現した。

## 私生活
ロペスの友人のひとりに、写真家のビル・カニンガムがいた。1966年ごろ、ロペスを通じ彼の紹介をうけた写真家のデイビット・モンゴメリーは、カニンガムに最初のカメラを贈っている。
ロペスは後天性免疫不全症候群（AIDS）との合併症であるカポジ肉腫により、カリフォルニア大学ロサンゼルス校医療センターで亡くなった。彼はニューヨークに居を構えていたが、サンタモニカのロバート・バーマン・ギャラリーでの個展のため、ロサンゼルスを訪れていた。葬儀には、彼の友人でモデルのスーザン・バラズが参列した。
ロペスの共同制作者であったフアン・ユージーン・ラモスは1995年まで生きたが、彼もまたAIDSで亡くなった。

## 後世への影響
画家のポール・カラニカスがアントニオ・ロペス財団の会長を務めている。写真のオークションを通じてエイズの研究・ケア・啓発のための資金集めを行っている団体、Focus on AIDSは、バラズとVueマガジンの出版者であるホセイン・ファルマニによって1987年に設立された。これは、ロペスの死をうけてのことである。
2000年の3月から4月にかけ、ロペスによる絵画作品と写真を集めた展覧会が、ニューヨークのスタンリー・ワイズ・ギャラリーで行われた。
デザイナーのハナ・マクギボンは、自身が手がけたクロエ2009年秋プレタポルテ・コレクションは、ロペスからインスピレーションを受けたと語っている。
ロペスの作品は2009年の展覧会「The Line of Fashion」で展示された。これらの展示作品のキュレーションは、レスリー・ローマン・ゲイ・アート財団の協力のもとロバート・リチャーズによって行われた。
『Antonio's Tales from the Thousand & One Nights』はファッションデザイナー、Suneet Varmaの2010年コレクション、"The Pirates of Couture"にインスピレーションを与えた。
ロペスの作品は、ロンドンのデザイン・ミュージアムで2010年11月17日から2011年3月6日まで開催された展覧会、「Drawing Fashion」でも展示された。
ファッションデザイナー、アナスイの2012年春コレクションにおいて、ロペスは彼女にとって主なインスピレーションの源となった。
ニューヨーク、FITの学生は、他のどの本よりもロペスの名前を図書館でリクエストしている。
ロペスの作品は、漫画家・荒木飛呂彦の、こと『ジョジョの奇妙な冒険』シリーズ初期におけるキャラクターデザインやポーズにおいて、作品の重要なインスピレーション源となった。
2013年、MACコスメティックスはロペスに捧げられたキャンペーンを開始した。キャンペーンの広告には、ジェリー・ホール、パット・クリーヴランド、マリサ・ベレンソンといったモデルが登場した。彼女たちは皆、ロペスと親しい友人であり、モデルキャリアの初期にはしばしば「アントニオ・ガールズ」と呼ばれていた。
2016年6月には、展覧会「Antonio Lopez: Future Funk Fashion」がニューヨークのエル・ムセオ・デル・バリオで開催された。

## 書籍
- Lopez, Antonio; Hemphill, Christopher; Ramos, Juan; Amiel, Karen.  Antonio's Girls (Thames and Hudson, 1982) ISBN 978-0-500-27265-7
- Burton   , Richard; Lopez, Antonio; Finamore, Roy. Antonio's Tales from the Thousand & One Nights (Stewart, Tabori & Chang, 1985) ISBN 978-0-941434-77-5
- Lopez, Antonio; Ramos, Juan Eugene. Antonio, 60, 70, 80: three decades in style (Munich: Schirmer/Mosel, 1995) ISBN 978-3-88814-759-3
- Caranicas, Paul; Lopez, Antonio. Antonio's people (Thames & Hudson, 2004) ISBN 978-0-500-28502-2
- Lopez, Antonio. Instamatics (Santa Fe: Twin Palms Publishers, 2011) ISBN 978-1-931885-94-2[26] Includes an interview of Antonio Lopez with Michael McKenzie, June 28, 1976[27]
- Padilha, Roger; Padilha, Mauricio. Antonio Lopez: Fashion, Art, Sex, and Disco (Rizzoli, 2012) ISBN 978-0847837922

## 映画
- Antonio Lopez 1970: Sex Fashion & Disco―ジェームズ・クランプ（英語版）脚本・製作・監督作品[28]。長編ドキュメンタリー映画。ロペスとラモスが1960年代後半から1970年代初頭にかけてのパリとニューヨークで過ごした、彼らのカラフルでときに奇抜な人間模様を描く[28]。ジェシカ・ラング、グレイス・ジョーンズ、パティ・ダーバンヴィル、ジェリー・ホール（英語版）、カール・ラガーフェルド、イヴ・サン＝ローラン、ジョーン・ジュリエット・バック（英語版）、マイケル・チャウ、ティナ・チャウ、グレース・コディントン（英語版）、ビル・カニンガム（英語版）、パット・クリーブランド（英語版）、ボブ・コラセロ（英語版）、ジェーン・フォース（英語版）、Corey Tippin、ポール・カラニカス、ドナ・ジョーダン（英語版）らが出演した。